# Visa Electron

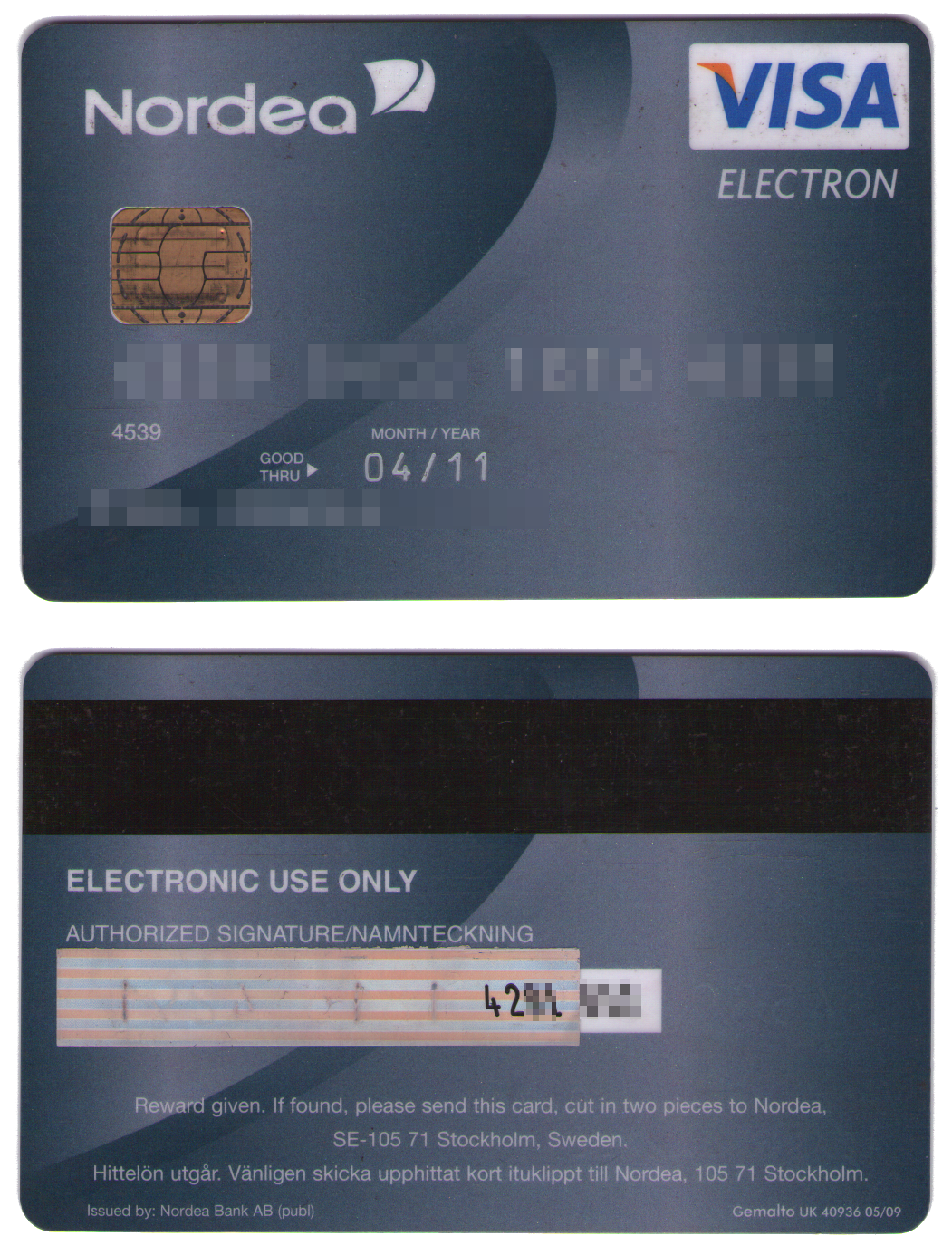
Szwedzka karta Visa Electron z nowym logo

Visa Electron – karta debetowa powszechnie dostępna na świecie z wyjątkiem Kanady, Australii, Irlandii i Stanów Zjednoczonych. Kartę wprowadziła firma Visa w roku 1980 oraz jest siostrzaną kartą debetowej karty Visa. Różnica pomiędzy nimi polega na warunku obecności całej kwoty na koncie przypisanym do karty, to znaczy, że operacja wykonana kartą Visa Electron nie będzie zrealizowana dopóki na koncie nie będzie wystarczającej kwoty. Karty debetowe Visa z kolei pozwalają zrealizować transakcję nie przekraczając określonego przez bank limitu długu.

## Szczegóły
Karta Electron pozwala na wypłacanie pieniędzy z bankomatów za granicą (w kraju innym niż w którym została wydana karta). Funkcję tę zawdzięczają podłączeniu do międzybankowej sieci PLUS.
W Polsce karta jest powszechnie znana, używana i akceptowana. Polskie oddziały banków wydające tę kartę to: mBank i jego filie, Inteligo, Credit Agricole, Santander Bank Polska, Nordea Bank, MultiBank oraz inne.
W Wielkiej Brytanii karta nie jest powszechnie akceptowana w przeciwieństwie do karty debetowej Visa. Jest ona jednakże wydawana do zwykłych kont bankowych lub młodzieżowych. Do 2009 roku większość banków w Wielkiej Brytanii zrezygnowała z wydawania tej karty – spośród dużych banków, tylko Halifax i Abbey nadal wydają karty Electron.
Ponieważ karty Electron nie posiadają wytłoczonego numeru konta, nazwy posiadacza itp. nie mogą być używane w starych urządzeniach wykorzystujących te wypukłości do nadrukowania danych na czek.

## Dawny wygląd
Karty zawierają specjalne logo Visa Electron, zazwyczaj w dolnym prawym rogu, oraz napis "debit card", zazwyczaj w prawym górnym rogu. Większość kart Electron nie posiada hologramu gołębia, ale niektóre banki je umieszczają.

## Nowy wygląd
Od 2006 Visa usuwa stare sztandarowe logo ze swoich kart, stron internetowych oraz witryn sklepowych. Była to pierwsza zmiana od momentu założenia firmy.
Nowe logo kart Electron zawiera proste białe tło z niebieskim napisem „Visa” i pomarańczowym „ogonkiem” przy literze V, a pod nim widnieje napis „Electron” w osobnej linii. Karty mają nadrukowane wszystkie dane (lecz nie wytłoczone).